# Inger Hayman
Inger Margareta Hayman, född 4 maj 1937 i Göteborg, är en svensk skådespelare.

## Biografi
Inger Hayman kom in på Dramatens elevskola 18 år gammal och efter avslutad utbildning debuterade hon år 1959 i Alf Sjöbergs Mörkrets makt på Dramaten. Hon får stor framgång som Mirka i Kattorna (1961) i regi av Mimi Pollak. Hayman repriserar rollen 1962 i en ny uppsättning på Göteborg stadsteater i regi av Staffan Aspelin, blir en del av den fasta ensemblen och kommer att vara det fram till sin pensionering 1998.
På Göteborgs stadsteater har Hayman gjort en lång rad kritikerrosade rolltolkningar, av vilka kan nämnas Indras dotter i Ett drömspel (1966), Bojan i Jösses flickor (1975), titelrollen i Mor Courage (1977), mamman i En doft av honung (1984), mrs Keller i Alla mina söner (1991), A i Tre långa kvinnor (1995) och Maria Callas i Masterclass (1997). Efter pensioneringen har hon bland annat återkommit i Carin Mannheimers Sista dansen (2008) och I sista minuten (2011).
Hon överraskade som revyartist i Hagges revy på Lisebergsteatern 1982 där hon bland annat sjöng om Svedalas Ku Klux Klan. Hon återkom till Hagge Geigert i rollen som en av de giftiga tanterna i Arsenik och gamla spetsar 1987 och som den giftaslystna änkan i Änkeman Jarl 1996. 1998 spelade hon revy med Kent Andersson på Aftonstjärnan.
Hon har medverkat i en lång rad TV-serier däribland Blå gatan, Svenska hjärtan och som elak svärmor i komediserien Rena Rama Rolf. 2008-2014 var hon återkommande i panelen Frukostklubben i radioprogrammet Mannheimer & Tengby i SR P4.
Hayman promoverades 2000 till hedersdoktor vid Chalmers tekniska högskola efter att ha spelat Margarethe Bohr i en hyllad uppsättning av Michael Frayns Copenhagen.
Hon är mor till skådespelaren Rebecca Hayman.

## Filmografi
- 1958 – Blyg och ensam
- 1959 – Lilith
- 1963 – Munken går på ängen
- 1963 – En vacker dag
- 1966 – Blå gatan (TV-serie)
- 1967 – De löjliga preciöserna
- 1971 – Spelaren
- 1972 – Dela lika (TV-serie)
- 1972 – Ett nytt liv (TV-serie)
- 1972 – Skärgårdsflirt (TV-serie)
- 1973 – Krocken (TV-film)
- 1975 – Klassträffen (TV-film)
- 1976 – Raskens (TV-serie)
- 1976 – Långt borta och nära
- 1976 – Väninnorna
- 1977 – Soldat med brutet gevär (TV-serie)
- 1979 – Mor gifter sig (TV-serie)
- 1979 – Albert & Herbert (TV-serie)
- 1982 – Vi ses på Bråddvaj (TV-serie)
- 1986 – Gösta Berlings saga (TV-serie)
- 1988 – Polisen som vägrade ta semester (TV-serie)
- 1990 – Kurt Olsson – filmen om mitt liv som mig själv
- 1994 – Rena rama Rolf (TV-serie) (till och med 1998)
- 1998 – Vita lögner (TV-serie)
- 1998 – Svenska hjärtan (TV-serie)
- 2000 – Sjätte dagen (TV-serie)
- 2001 – En ängels tålamod (TV-serie)
- 2003 – Solisterna (TV-serie)
- 2003 – Sug (TV-serie)
- 2004 – Elixir
- 2006 – Den enskilde medborgaren
- 2006 – Wellkåmm to Verona
- 2009 – Karaokekungen
- 2010 – Fyra år till
- 2010 – Saltön (TV-serie)
- 2011 – Sommardröm

## Teater

### Roller (ej komplett)
| År   | Roll                                      | Produktion                                                             | Regi                | Teater                |
| ---- | ----------------------------------------- | ---------------------------------------------------------------------- | ------------------- | --------------------- |
| 1959 | Akulina                                   | Mörkrets makt Leo Tolstoj                                              | Alf Sjöberg         | Dramaten              |
| 1959 | Nicole                                    | Borgare och adelsman Molière                                           | Bengt Ekerot        | Dramaten              |
| 1959 | Francine                                  | Lyckliga dagar Claude-André Puget                                      | Mimi Pollak         | Dramaten              |
| 1959 | Pernille                                  | Den jäktade Ludvig Holberg                                             | Josef Halfen        | Folkparksteatern      |
| 1960 | Kör                                       | Trojanskorna Euripides                                                 | Bengt Ekerot        | Dramaten              |
| 1960 | Celia                                     | Hus med dubbel ingång Pedro Calderón de la Barca                       | Rolf Carlsten       | Dramaten              |
| 1961 | En kvinna                                 | Fångarna i Altona Jean-Paul Sartre                                     | Alf Sjöberg         | Dramaten              |
| 1961 | Mirka                                     | Kattorna Walentin Chorell                                              | Mimi Pollak         | Dramaten              |
| 1962 | Mirka                                     | Kattorna Walentin Chorell                                              | Staffan Aspelin     | Göteborgs stadsteater |
| 1962 | Sjuksköterska                             | Fysikerna Friedrich Dürrenmatt                                         | Yngve Nordwall      | Göteborgs stadsteater |
| 1962 |                                           | Den goda människan från Sezuan Bertolt Brecht                          | Staffan Aspelin     | Göteborgs stadsteater |
| 1963 |                                           | Blodet ropar under almarna Eugene O'Neill                              | Mats Johansson      | Göteborgs stadsteater |
| 1964 |                                           | Kungen dör Eugène Ionesco                                              | Johan Falck         | Göteborgs stadsteater |
| 1964 |                                           | Bara på låtsas James Saunders                                          | Yngve Nordwall      | Göteborgs stadsteater |
| 1964 |                                           | Efter syndafallet Arthur Miller                                        | Herman Ahlsell      | Göteborgs stadsteater |
| 1965 |                                           | Bröllop i Ocaña Lope de Vega                                           | Yngve Nordwall      | Göteborgs stadsteater |
| 1966 | Tösernas mamma                            | Adam och Vera i Blackeberg Bo Sköld                                    | Lars Engström       | Göteborgs stadsteater |
| 1966 | Indras dotter                             | Ett drömspel August Strindberg                                         | Yngve Nordwall      | Göteborgs stadsteater |
| 1966 |                                           | Tango Slawomir Mrozek                                                  | Yngve Nordwall      | Göteborgs stadsteater |
| 1966 |                                           | Dantons död Georg Büchner                                              | Mats Johansson      | Göteborgs stadsteater |
| 1967 | Systern                                   | Din stund på jorden Vilhelm Moberg                                     | Yngve Nordwall      | Göteborgs stadsteater |
| 1968 |                                           | Victor eller När barnen tar makten Roger Vitrac                        | Yngve Nordwall      | Göteborgs stadsteater |
| 1968 | Ledokaja Begbick                          | Man som man Bertolt Brecht                                             | Ralf Långbacka      | Göteborgs stadsteater |
| 1968 |                                           | Mördarna José Triana                                                   | Johan Falck         | Göteborgs stadsteater |
| 1969 |                                           | Diskrummet Lennart F Johansson                                         | Mats Johansson      | Göteborgs stadsteater |
| 1969 |                                           | En självmördares vedermödor Nikolaj Erdman                             | Johan Falck         | Göteborgs stadsteater |
| 1969 |                                           | Mäster Olof August Strindberg                                          | Lennart Hjulström   | Göteborgs stadsteater |
| 1970 | Regan                                     | Kung Lear William Shakespeare                                          | Yngve Nordwall      | Göteborgs stadsteater |
| 1970 |                                           | Jaktscener Martin Sperr                                                | Staffan Aspelin     | Göteborgs stadsteater |
| 1970 |                                           | Man råkar vara kvinna Carin Mannheimer                                 | Lennart Hjulström   | Göteborgs stadsteater |
| 1971 |                                           | Don Quijote Ronny Ambjörnsson och Leif Zern efter Cervantes            | Ralf Långbacka      | Göteborgs stadsteater |
| 1971 |                                           | Fru Carrars gevär Bertolt Brecht                                       | Göran Stangertz     | Göteborgs stadsteater |
| 1973 | Vår berätterska                           | Å Göteborg! : ett spel om det gamla Göteborg Agneta Pleijel            | Lennart Hjulström   | Göteborgs stadsteater |
| 1973 | April Green                               | Hot i Baltimore Lanford Wilson                                         | Göran Stangertz     | Göteborgs stadsteater |
| 1974 |                                           | Annbritt, sonen och den dråplige tivolidirektören Torsten Gustavsson   | Göran Stangertz     | Göteborgs stadsteater |
| 1975 | Bojan                                     | Jösses flickor : befrielsen är nära! Margareta Garpe och Suzanne Osten | Margita Ahlin       | Göteborgs stadsteater |
| 1975 |                                           | Gropen Kent Andersson                                                  | Margita Ahlin       | Göteborgs stadsteater |
| 1977 | Mor Courage                               | Mor Courage och hennes barn Bertolt Brecht                             | Sven Wollter        | Göteborgs stadsteater |
| 1977 |                                           | Troilus och Cressida William Shakespeare                               | Ralf Långbacka      | Göteborgs stadsteater |
| 1977 |                                           | Läget Kent Andersson                                                   | Ola Lindegren       | Göteborgs stadsteater |
| 1978 |                                           | När förnuftet sover Antonio Buero Vallejo                              | Mats Johansson      | Göteborgs stadsteater |
| 1979 | Ulla Winblad                              | Haren och vråken Lars Forssell                                         | Ernst Günther       | Göteborgs stadsteater |
| 1979 | Lina/Portvakterskan/En hjälpsökande m.fl. | Ett drömspel August Strindberg                                         | Martin Berggren     | Göteborgs stadsteater |
| 1980 | Anastasia, köksa                          | Fullmakten Nikolaj Erdman                                              | Ernst Günther       | Göteborgs stadsteater |
| 1981 | La Prima Donna/Damen i badhuset           | Hur ska det gå med Pinnebergs? Hans Fallada                            | Martin Berggren     | Göteborgs stadsteater |
| 1982 | Medverkande                               | Radio Geigert Hagge Geigert                                            | Hans Bergström      | Lisebergsteatern      |
| 1982 | Pigan                                     | Bernardas hus Federico García Lorca                                    | Gun Jönsson         | Göteborgs stadsteater |
| 1984 | Mamman                                    | En doft av honung Shelagh Delaney                                      | Per Nordin          | Göteborgs stadsteater |
| 1985 | Madeleine Béjart                          | Molière eller hycklarnas sammansvärjning Michail Bulgakov              | David Radok         | Göteborgs stadsteater |
| 1985 | Medverkande                               | Revyn Götaplasket Sven Hugo Persson och Carsten Palmaer                | Martin Berggren     | Göteborgs stadsteater |
| 1986 | Mrs Johnstone                             | Blodsbröder Willy Russell                                              | Eva Bergman         | Göteborgs stadsteater |
| 1986 | Fru Linde                                 | Ett dockhem Henrik Ibsen                                               | Anu Saari           | Göteborgs stadsteater |
| 1987 | Natella                                   | Den kaukasiska kritcirkeln Bertolt Brecht                              | Eva Bergman         | Göteborgs stadsteater |
| 1987 | Märta Leijonhuvud                         | Drottningmötet Ingegerd Monthan                                        | Tomas Melander      | Göteborgs stadsteater |
| 1988 | Martha Brewster                           | Arsenik och gamla spetsar Joseph Kesselring                            | Herman Ahlsell      | Lisebergsteatern      |
| 1989 | Flygarens mor                             | Den goda människan från Sezuan Bertolt Brecht                          | Thomas Müller       | Göteborgs stadsteater |
| 1990 | Juliane Tesman                            | Hedda Gabler Henrik Ibsen                                              | Ole Anders Tandberg | Göteborgs stadsteater |
| 1990 | Drottning Margaret                        | Richard III William Shakespeare                                        | Stein Winge         | Göteborgs stadsteater |
| 1991 | Fru Crummels/Fru Squeers/Peg Sliderskew   | Nicholas Nickleby David Edgar efter Charles Dickens                    | Ronny Danielsson    | Göteborgs stadsteater |
| 1991 | Dorine                                    | Tartuffe Molière                                                       | Frantisek Veres     | Göteborgs stadsteater |
| 1991 | Kate Keller                               | Alla mina söner Arthur Miller                                          | Björn Melander      | Göteborgs stadsteater |
| 1991 | Lidija Ivanovna                           | Anna Karenina Leo Tolstoj                                              | Margita Ahlin       | Göteborgs stadsteater |
| 1992 | Rosetta Fellini                           | Argbiggan William Shakespeare                                          | Ronny Danielsson    | Göteborgs stadsteater |
| 1993 | Thelma                                    | Go’natt mamma Marsha Norman                                            | Margita Ahlin       | Göteborgs stadsteater |
| 1993 | Mamma Kanin                               | Kanin Kanin Coline Serreau                                             | Gunilla Berg        | Göteborgs stadsteater |
| 1993 | Celia Peachum                             | Tolvskillingsoperan Bertolt Brecht och Kurt Weill                      | Åsa Melldahl        | Stora teatern         |
| 1994 | Madame Caderousse                         | Greven av Monte-Christo Alexandre Dumas den äldre                      | Ronny Danielsson    | Göteborgs stadsteater |
| 1994 |                                           | Storklas och Lillklas Gustaf af Geijerstam                             | Leo Cullborg        | Göteborgs stadsteater |
| 1995 | Yvette                                    | Mor Courage Bertolt Brecht                                             | Ronny Danielsson    | Göteborgs stadsteater |
| 1995 | A                                         | Tre långa kvinnor Edward Albee                                         | Marie Lundberg      | Göteborgs stadsteater |
| 1996 | Medverkande                               | Himlen över Gårda Kent Andersson                                       |                     | Göteborgs stadsteater |
| 1996 | Gustava Hägg                              | Änkeman Jarl Vilhelm Moberg                                            | Hans Bergström      | Lisebergsteatern      |
| 1996 | Maud                                      | Kliniken Lars Norén                                                    | Eva Dahlman         | Göteborgs stadsteater |
| 1997 | Maria Callas                              | Masterclass med Maria Callas Terence McNally                           | Marie Lundberg      | Göteborgs stadsteater |
| 1998 | Carolina Grip                             | Ett resande teatersällskap August Blanche                              | Christian Tomner    | Göteborgs stadsteater |
| 1998 | Medverkande                               | I aftonstjärnans sken Kent Andersson                                   | Anders Wällhed      | Aftonstjärnan         |
| 1999 | Margrethe Bohr                            | Copenhagen Michael Frayn                                               | Lars Arrhed         | Göteborgs stadsteater |
| 2000 | Åklagaren                                 | Rannsakningen Peter Weiss                                              | Etienne Glaser      | Riksteatern           |
| 2002 | Modern                                    | Sonen Jon Fosse                                                        | Johan Holmberg      | Borås Stadsteater     |
| 2006 | En av gudarna                             | Den goda människan i Sezuan Bertolt Brecht                             | Anna Takanen        | Göteborgs Stadsteater |
| 2008 | Ulla                                      | Sista dansen Carin Mannheimer                                          | Carin Mannheimer    | Göteborgs stadsteater |
| 2011 | Marianne                                  | I sista minuten Carin Mannheimer                                       | Carin Mannheimer    | Göteborgs stadsteater |
| 2014 | Madame Pernelle                           | Tartuffe Molière                                                       | Tobias Theorell     | Göteborgs stadsteater |